# Christophe Mengin
Christophe Mengin (født 3. september 1968 i Cornimont) er en tidligere professionel fransk landevejscykelrytter. Han cyklede for det franske hold Française des Jeux. Mengin blev professionel i 1995, da han skrev kontrakt med holdet Chazal.